# NGC 5941
NGC 5941 is een lensvormig sterrenstelsel in het sterrenbeeld Slang. Het hemelobject werd op 19 april 1887 ontdekt door de Amerikaanse astronoom Lewis A. Swift.

## Synoniemen
- MCG 1-40-3
- ZWG 50.11
- HCG 76B
- PGC 55314